# Komnénosz Teodóra jeruzsálemi királyné
Teodóra jeruzsálemi királyné, született Komnénosz Teodóra bizánci hercegnő (görögül: Θεοδώρα Κομνηνή, latinul: Theodora Comnena; 1145 körül – 1182 körül) a Komnénosz-házból származó bizánci hercegnő, házassága révén 1158–1163 között Jeruzsálem királynéja.
I. Manuél bizánci császár unokahúgaként politikai érdekházasságot kötött III. Balduin jeruzsálemi királlyal; a kapcsolat gyermektelen maradt. Megözvegyülése után szerelmi viszonyt kezdett unokabátyjával, Komnénosz Andronikosz bizánci herceggel; a szeretők az ellenséges Núr ad-Dín zangida fejedelem udvarába menekültek rokonaik haragja elől, végül a Fekete-tenger partján telepedtek le. Komnénosz Teodóra további sorsa ismeretlen. Unokabátyjával folytatott viszonyából két gyermeke született. 

## Élete

### Származása és családja
Komnénosz Teodóra bizánci hercegnő 1145 körül született Komnénosz Iszaakiosz bizánci császári herceg (1113 körül–1146 után) és Eiréné Diploszünadéné (?) elsőszülött gyermekeként. Édesapja II. Ióannész bizánci császár és Piroska magyar királykisasszony harmadik fiaként bátyjai halála után a bizánci trón örököse lehetett volna, azonban II. Ióannész császár nem őt, hanem Manuél nevű negyedik fiát jelölte meg utódjául. Komnénosz Iszaakiosz a szebasztokratór (görögül: σεβαστοκράτωρ) udvari címet viselte. Kétszer nősült: első feleségétől öt gyermeke – két fiú és három leány, köztük Mária magyar királyné – született; második feleségétől két leánya, Teodóra és Eudokia. Komnénosz Teodóra édesanyja, Eiréné Diploszünadéné apai és anyai ágon is az ősi, arisztokrata Szünadénosz családból származott.
A keresztesekről és a jeruzsálemi udvarról író Türoszi Vilmos krónikájában megemlíti, hogy Teodóra hercegnő „a császári palota legbelsőbb termeiben nevelkedett”, a világtól viszonylag elzártan.

### Házasságkötése; jeruzsálemi királynéként
1157 nyarán III. Balduin jeruzsálemi király (1130–1163) menyasszonykérő követséget küldött a bizánci udvarba. A követküldést megelőzően a jeruzsálemi királyi tanács arról határozott, hogy a bizánci császári családból kell feleséget keresni a nőtlen királynak: a házasság révén szerették volna megnyerni a bizánciak támogatását a Núr ad-Dín szír emír elleni harcban, emellett a folyamatos pénzszűkében lévő jeruzsálemi udvar gazdag hozományt remélt a bizánci menyasszonytól. A bizánci kapcsolatok erősítése kapóra jött Châtillon Rajnald antiochiai fejedelem befolyásolására is: az öntörvényű fejedelemnek sem a jeruzsálemi királlyal, sem a bizánci császárral nem volt felhőtlen a viszonya. A jeruzsálemi küldöttséget II. Toroni Henfrid és Achard názáreti érsek vezette, utóbbi az út során meghalt. A követeket több hónapig várakoztatták a császári udvarban, mivel a bizánci hadsereg lekötöttsége miatt a császár számára nem voltak kedvezőek a tárgyalási feltételek. I. Manuél császár végül Teodóra unokahúga kezét ígérte a jeruzsálemi uralkodónak. A császár százezer hüperpüron hozományt adott unokahúgának, illetve további tizennégyezer aranyat érő kelengyét és tízezer aranyat az esküvői kiadások fedezésére. III. Balduin király cserébe a menyasszonynak adományozta az egyik legnagyobb keresztes települést, Akkont, melyet a házassági egyezmény értelmében Komnénosz Teodóra akkor is megtarthatott, ha férje azelőtt hal meg, hogy gyermekük születnék.
Komnénosz Teodóra 1158 nyarának végén hagyta el Konstantinápolyt a legrangosabb nemesi családok képviselőinek társaságában. Szeptemberben érkezett meg Akkonba, ahonnan ünnepélyes menet kísérte Jeruzsálembe. Itt a bizánci hercegnőt felkenték és királynévá koronázták, majd összeeskették a jeruzsálemi királlyal; az esküvői szertartását Aimericus antiochiai pátriárka celebrálta, mivel a megválasztott jeruzsálemi pátriárkát a pápa ekkor még nem erősítette meg székében. Az ekkor tizenkettő vagy tizenhárom éves Komnénosz Teodóra a források szerint gyönyörű nő volt, akinek sikerült elbájolnia a jeruzsálemi királyt: a korábban könnyelmű legényéletet élő III. Balduin hűséges férj lett, házassága a bizánci hercegnővel a források alapján boldognak tűnik, gyermekük azonban nem született. A fennmaradt dokumentumokból arra lehet következtetni, hogy Komnénosz Teodórának jeruzsálemi királynéként nem volt beleszólása az ország politikájába: neve mindössze két oklevélen szerepel a királyé mellett, ebből az egyik egy akkoni cukorültetvénnyel kapcsolatos, a másik Milly Fülöp birtokadományozási okirata, melyet a királyi család valamennyi tagja aláírt. Saját birtokaival a királyné valószínűleg teljesen szabadon és önállóan rendelkezhetett: 1161-ben például házat adományozott egyik ajtónállójának, adománylevelében nincs utalás a királyra.
1163. február 10-én III. Balduin király betegségben elhunyt; minthogy gyermeke nem volt, a trónon Amalrik öccse követte. Az özvegy Teodóra királyné akkoni birtokára vonult vissza.

### Özvegysége, viszonya Komnénosz Andronikosszal
1166–67 telén a jeruzsálemi udvarba érkezett Komnénosz Andronikosz bizánci herceg (1118k.–1185), I. Manuél császár és Komnénosz Teodóra édesapjának unokatestvére. A botrányos életviteléről hírhedt herceg megnyerte magának Amalrik király bizalmát, s az uralkodó a hercegre bízta Bejrút kormányzását. A köztük lévő rokoni kapcsolat és a viszonylag nagy korkülönbség ellenére Komnénosz Andronikosz szerelmi viszonyt kezdett unokahúgával, az ekkor körülbelül huszonegy éves Komnénosz Teodórával. Türoszi Vilmos beszámolója szerint Komnénosz Andronikosz meghívta magához Bejrútba az unokahúgát, ám az odaúton elrabolta, és Núr ad-Dín damaszkuszi udvarába hurcolta az özvegy királynét. Más források szerint Komnénosz Teodóra önként követte unokabátyját a szír emírhez: amikor tudomást szereztek arról, hogy a bizánci császár titokban bűnös unokatestvére kiadatását kérte a jeruzsálemi királytól, a szeretők átszöktek a szír határon. A szökés után Andronikosz herceget az egyház kiközösítette; Teodóra özvegy királyné akkoni birtoka pedig visszakerült a jeruzsálemi koronához. Núr ad-Dín szívélyesen fogadta őket udvarában: a muszlim uralkodónak kedvezett, hogy egy bizánci herceg és Jeruzsálem özvegy királynéja éppen nála keresett menedéket. A szeretők Damaszkuszban nem érezték magukat biztonságban, ezért csakhamar továbbutaztak: Perzsián és Turkesztánon keresztül, a Kaszpi-tengert megkerülvén végül a paphlagoniai határon, Trapezunt mellett telepedtek le, ahol Komnénosz Andronikosznak az egyik muszlim emír várat adományozott. Nikétasz Khoniatész bizánci krónikás két gyermekükről tesz említést Historiájában:
- Komnéné Eiréné (Harrán, 1168 után – ?), Komnénosz Alexiosz szebasztokratór, I. Manuél bizánci császár törvénytelen fiának felesége;[18]
- Komnénosz Alexiosz (1170 körül – 1199 körül), a grúz Andronikasvili nemesi család feltételezett őse.[19]

Paphlagoniai várából Komnénosz Andronikosz portyákat vezetett a környező területekre; 1180 nyarának végén egy ilyen portya alkalmával, a herceg távollétét kihasználva a trapezunti kormányzó elraboltatta Komnénosz Teodórát és két gyermeküket, és átadta őket a bizánci udvarnak.  Miután Komnénosz Andronikosz behódolt a császárnak és bocsánatát kérte, az uralkodó a Fekete-tenger partján fekvő Oinoé városába száműzte a családot. 1182-ben Komnénosz Andronikosz visszatért száműzetéséből, hogy átvegye a hatalmat kiskorú unokaöccsétől, II. Alexiosz bizánci császártól; mivel Komnénosz Teodóra visszatéréséről a krónikák nem tesznek említést, ekkor feltételezhetően már nem élt. Egyes források Komnénosz Teodórához kötik unokaöccse, Komnénosz Izsák kiszabadítását az örmények fogságából: szerintük Komnénosz Andronikosz szeretője kérésére fizette ki a váltságdíjat. Komnénosz Izsák szabadulására 1182 végén kerülhetett sor; az azonban kérdéses, hogy Komnénosz Teodórának volt-e köze az eseményekhez: más források ugyanis nem tesznek említést az özvegy királynéról a szabadulás kapcsán; ezen változatokban Komnénosz Izsák éppen egy Komnénosz Andronikosz elleni lázadás miatt került fogságba, ahonnan végül a templomosok váltották meg.